# Athene-Grundschule
Die Athene-Grundschule ist eine deutsch-griechische staatliche Europaschule in Berlin, in der die Lerngruppen immer zweisprachig zusammengesetzt sind. Sie liegt im Ortsteil Lichterfelde (Bezirk Steglitz-Zehlendorf) an der Curtiusstraße 37 und umfasst die Klassen 1–6.

## Geschichte
1988 wurde der Wettbewerb um den Bau einer Grundschule und Kindertagesstätte mit Turnhalle und Außenbereichen ausgeschrieben. Der Bau gestaltete sich als besonders schwierig, da das Grundstück, welches ehemals zu einer Gärtnerei gehörte, begrenzt war und zudem alte Baumbestände enthielt. Aus diesem Grund wurde das Gebäude so konzipiert, sodass die Sportflächen auf dem Dach des Gebäudes ihren Platz fanden.
Die Athene-Grundschule wurde im Jahre 1999 offiziell eröffnet. Den Namen der griechischen Göttin Athene trägt sie seit dem 16. Mai 2002.

## Schulleben

### Regelschulbereich
Im Regelbereich der Schulanfangsphase (Jahrgangsmischung 1/2) und der Klassen 3–4 werden die Fächer Deutsch, Mathematik, Sachkunde, Musik, Bildende Kunst und Sport erteilt.
Zum Ende des ersten und zweiten Schulbesuchsjahres erhalten alle Schüler ein Zeugnis in Form einer verbalen Beurteilung. In den Jahrgangsstufen 3 und 4 beraten und entscheiden Eltern und Lehrer gemeinsam über eine erneute verbale Beurteilung oder ein Zensurenzeugnis. Ab der Jahrgangsstufe 3 werden Zeugnisse zum Schulhalbjahr erteilt.
- Ab der dritten Klasse wird Englisch als erste Fremdsprache mit zwei Wochenstunden erteilt. Die Kinder gehen im Rahmen des Sportunterrichts auch zum Schwimmen.
- Im vierten Schuljahr wird als ein Schwerpunkt im Sachkundeunterricht Verkehrserziehung erteilt mit dem Ziel der Radfahrprüfung.
- Im fünften Schuljahr kommen die Fächer Geschichte/Politische Bildung, Erdkunde und Naturwissenschaften dazu. In den Klassenstufen 5 und 6 stehen wöchentlich 2 Stunden „Soziales Lernen“ (Schwerpunktbildung) auf dem Stundenplan.
- Die Grundschulzeit endet mit der 6. Klasse und dem Übergang auf die Oberschule.

Die Betreuung der Schüler im Rahmen der Verlässlichen Halbtagsgrundschule (VHG) von 7.30 bis 13.30 Uhr erfolgt durch den Kooperationspartner „Nachbarschaftsheim Mittelhof e.V.“ in den Räumen des Kinderhauses ATHENE. Es befindet sich in direkter Nachbarschaft zur Schule. Die VHG ist kostenfrei. Ergänzende Betreuungsmodule vor und nach der VHG-Zeit sowie während der Ferien sind möglich. Sie sind kostenpflichtig.
Die Einnahme eines warmen Mittagessens ist auch für die Schüler möglich, die nicht am ergänzenden Betreuungsangebot des Kinderhauses ATHENE teilnehmen. Hierfür ist der Abschluss eines privaten Vertrages mit der Essenfirma erforderlich.

### Europaschulbereich
Die Staatliche Europaschule deutsch-griechisch (SESB) ist eine bilinguale Schule, in der die Lerngruppen immer zweisprachig zusammengesetzt sind. Die Europaschule versteht sich als eine Schule, in der neben einem intensiven Spracherwerb das Konzept des direkten interkulturellen Kontaktes
zwischen Angehörigen verschiedener Sprachen und Kulturen im Vordergrund steht.
Im Unterricht werden die Sprachen Deutsch und Griechisch zu gleichen Teilen gesprochen (jeweils 50 %). Für die SESB gelten die Regelungen und Vorschriften der Berliner Schule (z. B. für Rahmenlehrpläne, Zensuren und Übergänge).
Mathematik wird für alle Kinder auf Deutsch und Sachkunde bzw. Naturwissenschaften, Geschichte und Erdkunde für alle Kinder auf Griechisch erteilt. Die übrigen Lernbereiche werden auf die beiden Sprachen aufgeteilt. Wie auch im Regelschulbereich, lernen die Kinder des ersten und zweiten Schulbesuchsjahres gemeinsam in der Jahrgangsmischung der Schulanfangsphase.
In der 5. Klasse beginnt der Unterricht mit einer weiteren Sprache als Fremdsprache, dies ist Englisch.
Der Besuch der SESB ist freiwillig und setzt das Einverständnis der Erziehungsberechtigten voraus. Die Aufnahme erfolgt nach den Richtlinien der Berliner Schule. Voraussetzung für die Aufnahme in eine Europaklasse ist nicht die Nationalität oder der Wohnort des Kindes, jedoch das Beherrschen
einer der beiden Sprachen auf Muttersprachenniveau. In der anderen Sprache sind Sprachkenntnisse nachzuweisen, die eine erfolgreiche Teilnahme am Unterricht erwarten lassen.
Die Teilnahme am gebundenen Ganztagsbetrieb in der Europaschule ist obligatorisch. Das heißt, dass die Kinder an der Nachmittagsbetreuung bis 16.00 Uhr, die ebenfalls in zwei Sprachen erfolgt, teilnehmen. Dafür stehen den Schülern u. a. gut ausgestattete Freizeiträume und die Bibliothek zur Verfügung. Ein Mittagessen wird in der Schule angeboten, es muss von den Eltern bezahlt werden. Ergänzende Betreuungsmodule für die Zeit vor 7.30 Uhr und nach 16.00 Uhr sowie die Ferienzeiten sind möglich. Sie sind kostenpflichtig.
Werden für das erste Schulbesuchsjahr der Europaschule mehr Schüler angemeldet als Plätze vorhanden sind, entscheidet das Los.

### Kinderhaus Athene
Die Athene-Grundschule arbeitet stark mit dem benachbarten Kinderhaus Athene zusammen. Nach Unterrichtsschluss oder während Freistunden können Schüler der Athene-Grundschule ihre Zeit im Kinderhaus Athene verbringen. Neben der gewöhnlichen Betreuung gibt es dort ein breites Spektrum an Arbeitsgemeinschaften und Aktivitäten.

### Arbeitsgemeinschaften
Die Athene-Grundschule bietet teilweise kostenpflichtige Arbeitsgemeinschaften für Schüler an, welche nach dem Unterricht besucht werden können. Angeboten werden unter anderem Basketball und Judo.

### Veranstaltungen
Die folgende Liste führt einige Veranstaltungen auf, die jährlich an der Schule stattfinden:
- Sommerfest
- FunRun: jährlich stattfindender Sponsorenlauf
- Adventsbasar

### Lehrer- und Schülerzahl
Im Schuljahr 2016/2017 besuchten 426 Schüler die Schule. Davon besaßen 127 Schüler nicht die deutsche Staatsangehörigkeit und 247 Schüler waren nichtdeutscher Herkunftssprache.
| Schuljahr | Lehrer | Schüler |
| --------- | ------ | ------- |
| 2001/2002 |        | 268     |
| 2002/2003 |        | 342     |
| 2003/2004 | 35     | 414     |
| 2004/2005 | 40     | 498     |
| 2005/2006 | 43     | 475     |
| 2006/2007 | 48     | 482     |
| 2007/2008 | 48     | 508     |
| 2008/2009 | 31     | 486     |
| 2009/2010 | 29     | 430     |
| 2010/2011 | 27     | 395     |
| 2011/2012 | 34     | 369     |
| 2012/2013 | 34     | 344     |
| 2013/2014 | 37     | 388     |
| 2014/2015 | 36     | 402     |
| 2015/2016 | 39     | 419     |
| 2016/2017 |        | 426     |

Quelle: Schulverzeichnis Berliner Schulen

## Architektur und Gelände

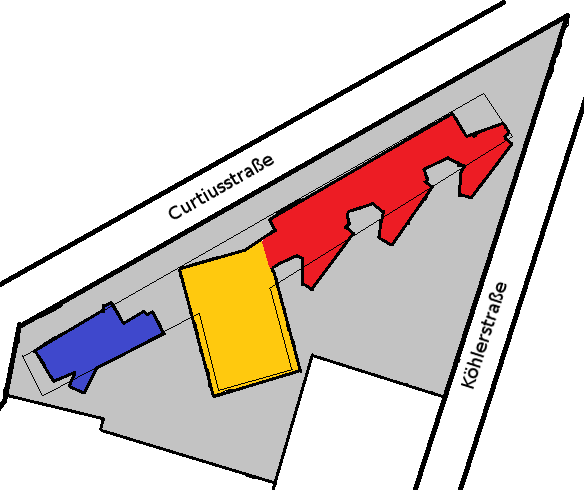
Lage- und Gebäudeplan der Athene-Grundschule
Rot: Schulgebäude
Blau: Kinderhaus Athene
Gelb: Turnhalle

### Gelände
Das Gebäude erstreckt sich entlang der Curtiusstraße, entworfen von einem Team um den Architekten Tim Heide. Das etwa 13.000 Quadratmeter große Grundstück wird begrenzt durch die Curtiusstraße im Norden, durch die Köhlerstraße im Osten, durch Wohnhäuser der Friedrichstraße im Süden und durch die Jägerndorfer Zeile im Westen. Auf dem Schulhof befinden sich Klettergerüste, Tischtennisplatten und weitere Spielgeräte.
Seit 2024 ist vor der Schularchitektur ein Raupengarten für Schmetterlinge angelegt.

### Gebäude und Turnhalle
Das Gebäude besitzt eine weiße verputzte Fassade, einige Treppenhäuser besitzen Glasfassaden. Auf drei Stockwerken gibt es zahlreiche Klassenräume, Naturwissenschaftsräume, Kunsträume, Computerräume, eine Mensa, eine Aula, eine Bibliothek und Verwaltungsräume. Das Gebäude unterteilt sich in drei Abschnitte: das Schulgebäude, die Turnhalle sowie die Kindertagesstätte.

### Dach
Auf dem Dach des Gebäudes befindet sich ein mit Netzen gesicherter Fußballplatz, eine Weitsprunganlage, eine 100-Meter-Laufbahn sowie ein weiteres Deck. Das Dach liegt nicht direkt auf dem Gebäude auf, sondern wird von V-Stützen getragen. Es wird für die Unterrichtspausen und für den Sportunterricht genutzt. Außerdem ist auch ein Verkehrsübungsplatz auf dem Dach der Schule.

## Kooperationen

### Krisenteam
An der Schule besteht seit 2013 ein Krisenteam, welches unter anderem zur Prävention von Gewalt und für Notfälle eingerichtet wurde. Im Rahmen dieses Projekts arbeitet die Athene-Grundschule mit dem Polizeiabschnitt 46 der Berliner Polizei zusammen.

### Förderverein
Der Förderverein Freunde und Förderer der Athene-Grundschule e.V. unterstützt Projekte der Schule, die nicht aus Geldern des Landes Berlin gefördert werden.